# Lazzo Matumbi
Lazzo Matumbi (Salvador, 24 de março de 1957), nome artístico de Lázaro Jerônimo Ferreira, é um cantor, compositor e ativista brasileiro, um dos expoentes da música negra baiana oriundos do bloco afro Ilê Aiyê, e considerado "uma das vozes mais marcantes da música baiana".

## Biografia
Embora nascido na capital baiana, na região da Garibaldi, Lazzo cresceu numa comunidade da cidade de Simões Filho, para onde o pai, seu Florentino, funcionário da Companhia Hidrelétrica do São Francisco, e a mãe, Minervina, se mudaram; ela levava o filho único para as rodas de samba da Federação quando ele era pequeno. Ali, na Baixa do Gantois, acompanhava a mãe tocando atabaque, a partir dos 12 anos de idade. Aos treze anos de idade foi morar sozinho em Salvador, no Conjunto Residencial Politeama (conhecido na capital baiana como "Minhocão" por seu formato sinuoso), ali ficando por dois anos.
Lazzo havia sido cantor do bloco Ilê Aiyê de 1978 a 1980, saindo para a carreira solo em 1981 realizando um show no Teatro Vila Velha; Em 1981 lançou seu primeiro disco compacto, a convite do radialista Baby Santiago que também não gostou dos nomes pelos quais era conhecido: Lazinho do Ilê ou Lazinho Diamante Negro; foi então que incorporou o Matumbi, termo iorubá para designar uma pedra sagrada da Nigéria.
Após morar por três anos em São Paulo, retornou em 1986 justamente quando Luiz Caldas fazia sucesso com uma canção cuja letra menosprezava a "nega do cabelo duro" - indignado, Lazzo procurou o amigo Jorge Portugal que então compôs a letra de "A Alegria da Cidade" com música de sua lavra, seu primeiro sucesso em 1986 mas que, por racismo, teve sua gravação inicialmente recusada por um produtor musical; ele então passou a composição para a então principiante Margareth Menezes (onde sua gravadora impôs a mudança do verso "sou a cor da Bahia" para "sou o som da Bahia") e foi um sucesso em todo o Brasil.
Apresentado pelo cineasta e escritor André Luiz Oliveira ao cantor Jimmy Cliff, que morou por cerca de dez anos em Salvador, Lazzo passou a fazer a abertura dos shows do cantor jamaicano durante sua turnê de três anos pelo Brasil e Europa, incluindo o Rock in Rio de 1991; participou do backing vocal da gravação que este cantor realizou junto a Margareth do clipe "Me Abraça e Me Beija".
Lazzo também inovou no carnaval soteropolitano no século XXI, sendo um dos primeiros cantores da puxar um bloco sem as cordas que separam o público em geral dos integrantes.
Durante a pandemia de Covid-19 Lazzo foi morar com a mãe, então com 90 anos, a fim de lhe proporcionar os cuidados devidos.

## Ideias e reconhecimento
Lazzo é considerado um dos criadores do samba-reggae, e seu disco de 1988 "Atrás do Pôr do Sol", que trazia sucessos como "Me Abraça e Me Beija", foi selecionado em edital da empresa Natura trinta anos depois, para ser reeditado; nas letras o cantor questiona o preconceito, em temas que permaneceram atuais com expressões como “acabar com a tristeza, com a pobreza e o apartheid" da canção "Abolição".
Em 2016 Lazzo foi agraciado com a Comenda Senador Abdias Nascimento pelo Senado Federal do Brasil, premiação que reconhece anualmente as personalidades brasileiras que se destacam na defesa da cultura negra no país. Em novembro de 2018 Lazzo foi homenageado pela "4ª Balada Literária da Bahia".

## Discografia
Lazzo é autor de grandes sucessos da música baiana, como "Alegria da cidade", "Do jeito que seu nego gosta", "Me abraça e me beija" e "Abolição". Gravou os seguintes discos: 
- 2021 - Àjò
- 2013 - Lazzo Matumbi (Lzz Produções Artísticas)
- 2008 - Lazzo Matumbi Ao vivo (Lzz Produções Artísticas)
- 2002 – Do Lundu ao Axé - 100 Anos de Música Baiana
- 2000 - Nada de Graça (Lzz Produções Artísticas)
- 1999 – Pérolas Finas
- 1997 – Tropicália - 30 Anos
- 1989 - Arte de Viver (Lzz Produções Artísticas)
- 1988 – Afros e Afoxés da Bahia
- 1988 - Atrás do Pôr do sol (Lzz Produções Artísticas)
- 1985 – Mensageiro da Alegria (Lzz Produções Artísticas)
- 1985 - Filho da Terra (Pointer)
- 1983 – Viver, sentir e amar (Pointer)
- 1981 – Compacto simples:  Salve a Jamaica (lado 1) e Guarajuba (lado 2) (Fermata)